# Ricardo Infante
Ricardo Infante (21 de juny de 1924 - 14 de desembre de 2008) fou un futbolista argentí.

## Selecció de l'Argentina
Va formar part de l'equip argentí a la Copa del Món de 1958.